# Richteriola
Richteriola är ett släkte av tvåvingar. Richteriola ingår i familjen parasitflugor.
Kladogram enligt Catalogue of Life:
| Richteriola | \| \| Richteriola beata \| \| \| \| \| \| Richteriola portentosa \| \| \| \| |
|             | \| \| Richteriola beata \| \| \| \| \| \| Richteriola portentosa \| \| \| \| |
|             | Richteriola beata                                                            |
|             |                                                                              |
|             | Richteriola portentosa                                                       |
|             |                                                                              |